# منطقة بارمر
بارمر رمزها «BM» (بالإنجليزية: Barmer)‏ ، هو تقسيم إداري لدولة الهند تتبع ولاية راجاستان (بالإنجليزية: Rajasthan)‏ ، مركزها هو مدينة بارمر (بالإنجليزية: Barmer)‏ عدد سكانها حسب تعداد سنة 2001 هو 1,963,758 ، مساحتها 28,387 كم² وكثافة السكان 69 لكل كم² .